# Netstrike
Un netstrike o sentada virtual es una forma pacífica y ordenada de protesta social que se lleva a cabo en la red, utilizando un ordenador y una conexión a Internet.

## Desarrollo
Consiste en la interacción consensuada de multitud de personas desde diferentes lugares y distintos horarios sobre un sitio web, con objetivo de ralentizar su servicio, llegando en ocasiones a saturar la web establecida como objetivo. Esto se produce porque el ancho de banda contratado por el sitio web es rebasado debido a la carga de visitantes, con lo que deja de dar el servicio habitual, quedando inutilizado.
Esta práctica es muy común en países como Estados Unidos, China e Italia.

## Diferencia respecto al ataque DDoS
La diferencia respecto al ataque DDoS reside en que cada atacante sabe que lo está haciendo, ya que en un ataque DDoS los atacantes son en su mayoría zombis (ordenadores que atacan automáticamente sin que el usuario lo sepa, debido a un virus o troyano introducido en dicha máquina)

## Curiosidades
El mayor Netstrike registrado en España fue organizado por un grupo de hacktivistas el 22 de febrero de 2006 sobre el sitio web de la Sociedad General de Autores y Editores (SGAE), tuvo lugar entre las 20:00 y las 00:00 y contó con una participación aproximada de 6500 personas.

## Textos
- Hackstory: Estrategia Netstrike (ejemplo en España)

- Datos: Q448493